# 졸업여행 (1985년 영화)
"졸업여행"은 1985년에 개봉한 대한민국의 영화이다.

## 캐스팅
- 김범룡 : 인호 역
- 이미숙 : 미선 역
- 김성찬 : 꺽다리 역
- 연규진 : 형섭 역
- 전무송 : 화가 역
- 이석구
- 이진영
- 박용팔
- 이인옥
- 김기종
- 전숙